# Томилин, Леонид Филиппович
Леонид Филиппович Томилин (22 марта 1922, Егва — 6 июля 1993, Тирасполь) — командир батареи 791-го артиллерийского полка, старший лейтенант. Герой Советского Союза.

## Биография
Родился 22 марта 1922 года в селе Егва ныне Кудымкарского района Пермского края. С 1936 года семья переехала в город Усолье. Старшие классы окончил в городе Березники в школе имени Пушкина.
В июле 1941 года был призван в Красную Армию Березниковским горвоенкоматом и направлен в военное училище. В 1942 году окончил Смоленское артиллерийское училище, эвакуированное в город Ирбит Свердловской области.
С мая 1942 года в действующей армии, воевал на Северо-Западном, Воронежском, 2-м Украинском фронтах. Член ВКП(б)/КПСС с 1943 года. К осени 1943 года старший лейтенант Томилин командовал 5-й батареей 791-го артиллерийского полка 254-й стрелковой дивизии. Особо отличился в боях при удержании плацдарма на правом берегу Днепра.
В конце сентября 1943 года старший лейтенант Томилин с группой управления батареи в составе передового отряда 936-го стрелкового полка переправился на правый берег Днепра. Наблюдательный пункт расположил в боевых порядках пехоты, корректировал огонь сразу двух батарей. При отражении контратак противника 8 октября дополнительно руководил огнём и 17-го гвардейского миномётного полка. 12 октября, когда обнаруженный противником наблюдательный пункт был окружён врагом, офицер вызывал огонь на себя и только этим заставил противников отступить. Несмотря на контузию, продолжал корректировать огонь батарей. За 20 суток работы на плацдарме в районе села Крещатик его батареи отразили свыше 20 контратак, уничтожили более двух рот, 3 танка, миномётную батарею, зенитное орудие и около 10 пулемётных точек противника. Отражая контратаки врага, лично из автомата уничтожил несколько десятков противников.
Указом Президиума Верховного Совета СССР «О присвоении звания Героя Советского Союза генералам, офицерскому, сержантскому и рядовому составу Красной Армии» от 22 февраля 1944 года за «образцовое выполнение боевых заданий командования при форсировании реки Днепр, развитие боевых успехов на правом берегу реки и проявленные при этом отвагу и геройство» с вручением ордена Ленина и медали «Золотая Звезда».
После войны продолжил службу в армии. В 1947 году окончил Высшую офицерскую штабную школу. В 1954 году — Военную академию имени М. В. Фрунзе. С 1956 года полковник Л. Ф. Томилин — в запасе.
Жил в городе Тирасполь МССР ныне Приднестровская Молдавская Республика. Работал в совхозе-техникуме им Фрунзе. Скончался 6 июля 1993 года. Похоронен в городе Тирасполе на кладбище «Дальнее».

## Награды
Награждён орденами Ленина, Отечественной войны 1-й степени, Красной Звезды, медалями.